# アーセナル (ウクライナの企業)

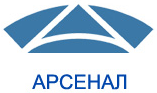
ロゴ

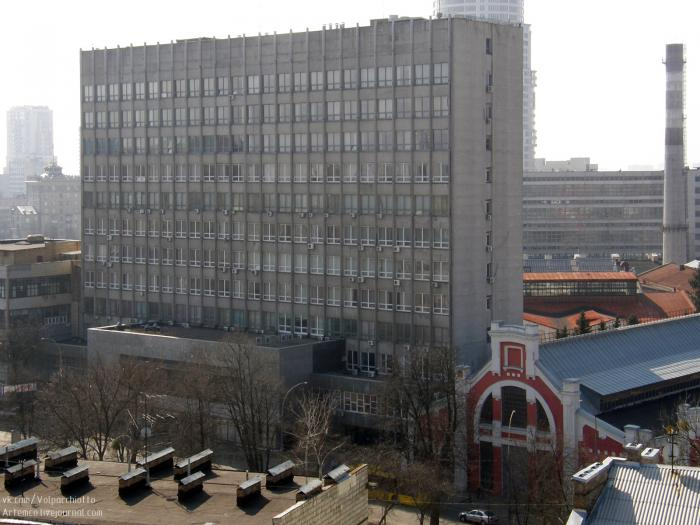
本社ビル

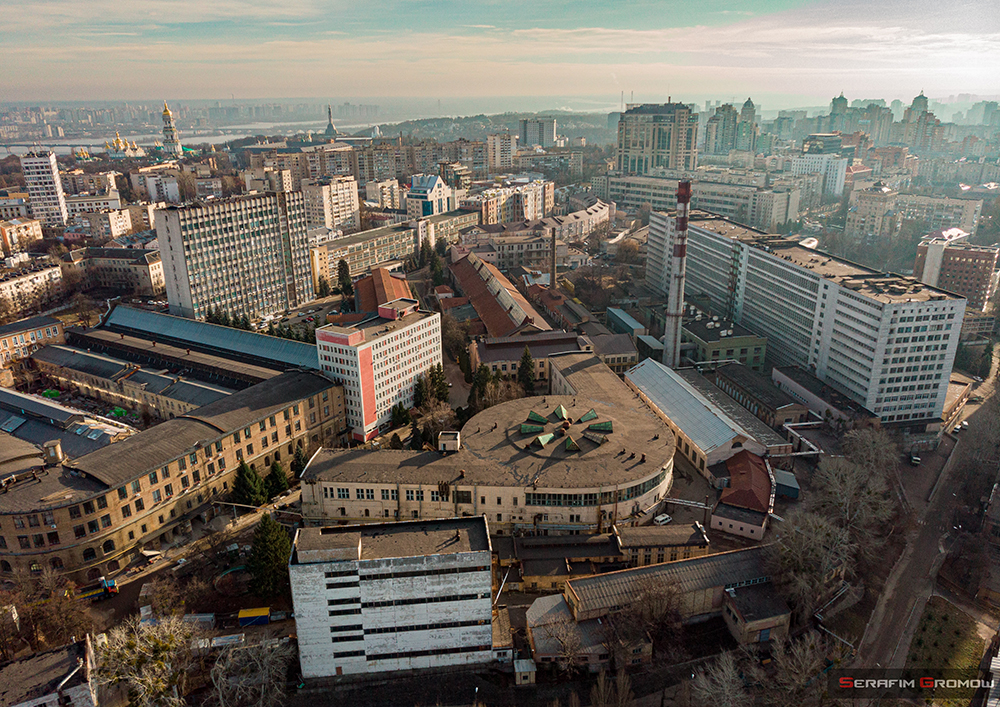
当社ビル群

アーセナルは、ウクライナの光学・電子機器の主要企業である。正式名称は、国営工場«アルセナール»(ウクライナ語:Державне підприємство завод «Арсенал»デルジャーヴネ・ピドプルィイェームストヴォ・ザヴォード・アルセナール；ロシア語:Государственное предприятие завод «Арсенал»ガスダールストヴィェンナイェ・プリドプリヤーチイェ・ザヴォート・アルスィナール)。ウクライナの首都キーウの中心地に所在する。カメラブランドの「キエフ」(КИЕВ；KIEV)などで有名。
なお、現地での発音は「アルセナール」（あるいはアルセナル）（太字に強勢アクセント）であるが、当工場は歴史がとても長く、日本では昭和時代、ウクライナやロシアがまだソ連だった時代から「ソ連のカメラメーカー」として知られていたのでロシア語読みの「アーセナル」で知られていた時代が長い（だが2025年現在で何が本当に適切か配慮すると、日本でもロシア語読みは止めて「アルセナール」と呼ぶように改めるべき時が来ているかも知れない）。

## 概要
ロシア帝国時代の1764年に創業した、250年以上の歴史を持つ組織であり、アースナル（兵器工場）という名称の通りもともと兵器を製造する国営組織として始まり、帝国が終焉を迎えソヴィエト連邦となってからはソ連の国営企業となり、1991年にソ連が崩壊しウクライナの国営企業となり、現在も兵器製造がメインで、航空・宇宙用機器も製造しており、光学系測定機器も製造している。現在の従業員数は1098人（2020年）で、売上収益は337 million フリヴニャ（2020年）としている書面がある。

### 兵器の開発
創立はロシア帝国時代の1764年であり、兵器製造組織として「アルセナーリヌィイェ・マスチェルスキーイェ」(«арсенальные мастерские»）という名称で創設された。この名称は「兵器廠」や「火器工場」といった意味である。
第一次世界大戦中には、火砲や装甲車などロシア帝国軍向けの兵器を製造した。中でもよく知られているのはオースチン・プチーロヴェツ装甲車であった。これらの兵器は、ロシア革命やその後のロシア内戦やウクライナ内戦などでも実戦使用された。

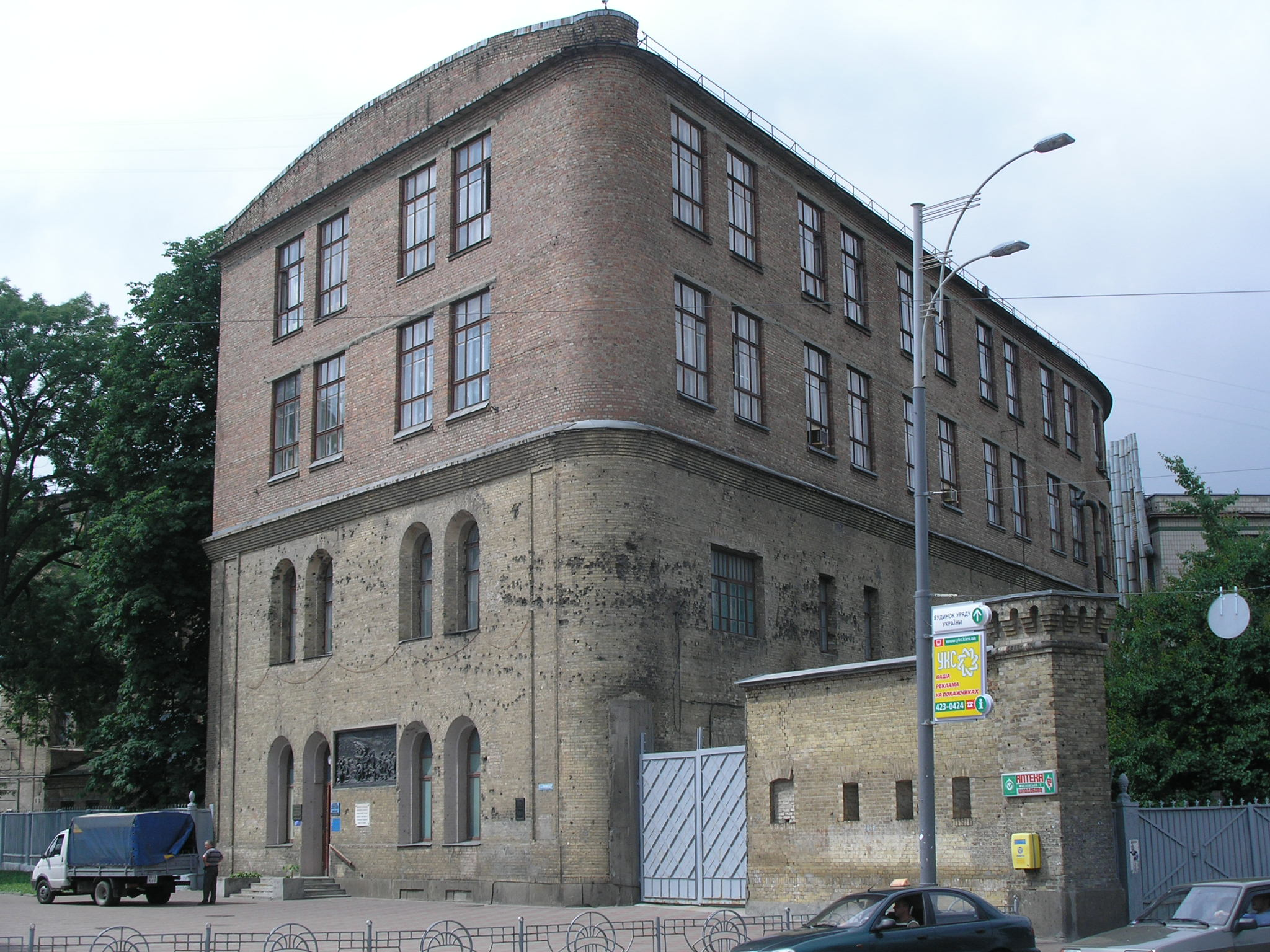
古い工場の建物。壁に一月蜂起の際の弾痕が残る。

ウクライナ・ソヴィエト戦争中の1918年1月29日には、ボリシェヴィキに煽動された従業員らがアルセナール工場において一月蜂起を起こしてウクライナ中央ラーダ政府を足元から脅かし、キエフ市街戦での赤軍の勝利を決定付けた。
その後、光学距離計、軍事用の赤外線探査用の光学機器、空対空ミサイル、機体角測定機器GS-1L(ГС-1Л)等々の光学兵器をも開発した。ソ連末期に開発されたR-73空対空ミサイルの誘導用のHMDシステム（SuraとShchel）はソ連の戦闘機MiG-29やSu-27に搭載された。宇宙ステーションミールや宇宙船ブランにも、この工場で開発された機器が搭載されていた。

### カメラの開発
工場では、第一次世界大戦中の1917年から民生品も開発するようになった。

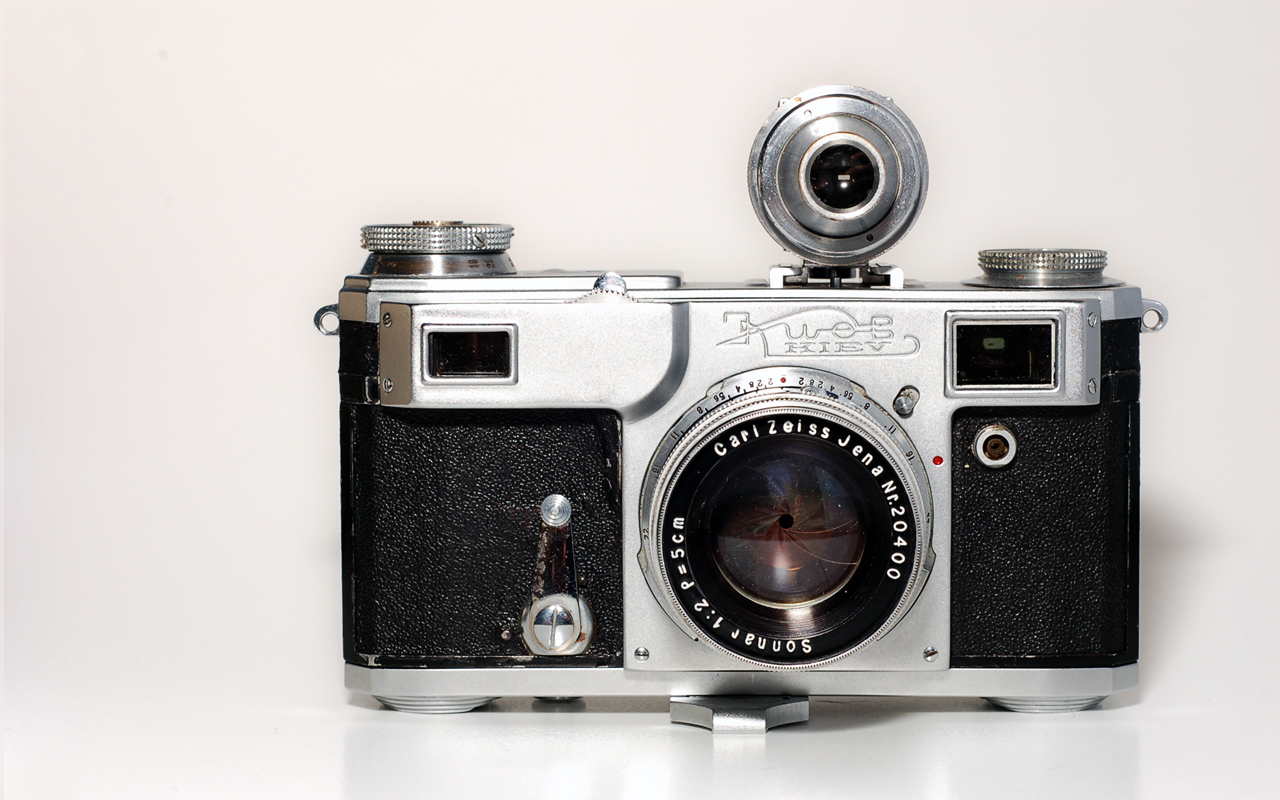
Kiev-II

大祖国戦争後の1946年、"ARSENAL V.I.LENINE"という英名で戦後再組織され、旧ドイツの"Contax"と同一又は類似の内部機構と外装を継承した前記"Contax II"と同一又は類似の商品を1947年から"Contax"（ノーネームコンタクス）、若しくは" Kiev" "Kiev-Contax"として継続生産された。
そして1947年には "Kiev-II"がリリースされた。その後も "Kiev-III", "Kiev-4"（一連の旧モデルの製品群は1987年製造中止）、同モデルチェンジした新改良の"Kiev-5"（1967年から1973年[最終バージョン]）として継続生産された。同カメラは、ツァイス・イコンの工場の製造プラントをそのまま移籍する形での工場生産形態を採用しドイツの工作機械と同部品加工器械をそのまま継承した殆ど同一の製品でレンズのみ1946年からS・A・ズヴェーレフ記念クラスノゴールスク工場との協働で"Contax"のコピーのカメラ"Contax"を継続的に製造した。同系列の"Kiev"シリーズを後継機をふくめ各種改良に改良を重ねて製造していたが、これは、旧ドイツのツアイス社のプラント（技術者をも含む）のいわゆる「軍事賠償」に相当するものとして継承発展させたカメラで、極めてまれなカメラ技術史上に残る、旧ドイツの遺産である。
1957年には、スウェーデンのハッセルブラッド1000Fの後継機として、"Salut"を製造販売開始し、"Kiev 88TTL"、"Kiev CM"のハッセルブラッド1000Fのコンセプトと同一又は類似する卓越した中判カメラとして連綿と独自の発展をとげ、現在も同社のヒット商品として看板商品となっている。
1970年には、東ドイツのペンタコン人民公社の主力商品"Pentacon Six"と同一マウントで、同一のコンセプトを有し、内部フィルム給送機構を改良した、新型の"Kiev-6C"を開発し、現行の"Kiev-60TTL"として改良改善を加えられて現在に至っている。
アーセナルのカメラは、中判カメラ・レンズにその製作・販売の中核が移り、"Kiev-60TTL", "Kiev-80CM"等の6X6判カメラを主として製造し、現在のカメラマウントは、"Pantacon Six"のマウント（スピゴッドマウント）と同一のマウントを採用し、相互に互換性を担保されている。（但し、"Kiev 88TTL"の古いバージョンは、ハッセルブラッド1000Fと同一又は類似したスクリューマウントでフランジバックを僅かに相違する旧式マウントを継続的に使用している。）
そのほかの製品には、交換レンズとして、PCS ARSAT H 2,8/35 "Mir 67 Н":ZOOM ARSAT H,M 4,5/80-200 "МС Granit-11 Н,М":ARSAT C,B 3,5/30 (“ZODIAK 8 C,B”):ARSAT C, B  3,5/250 (“Jupiter-36C, B” ):ARSAT С,В 3,5/45 "Mir 26 С,В":PCS ARSAT 4.5/55 Lensその他、中判カメラ用に、「Pantacon Six」のマウント（スピゴッドマウント）の交換レンズを多数供給し、優秀なレンズ群を供給している。
アマチュア用の小型カメラとしては、KIEV-19M (35mm)、KIEV-35A（35-mm コンパクトカメラ）等々が製造販売されている。
なお同社は、発光ダイオード等の電子デバイスの製造もおこないカメラ部品にもその電子工学技術が応用されている。
国営プラントの企業としての発展をとげたアーセナルは、電子応用機械器具、測定機械器具、電子デバイスの領域においても最先端にある。
2004年11月、 アーセナルは、民生用の優良電気製品という民生電気機器部門においても賞を受賞している総合電子・電磁応用の総合機器メーカでもある。
現在のアーセナル主（代表）は、イーホル・ヴィークトロヴィチ・ヴォロシュチューク(Iгор Вікторович Волощук；Igor Viktorovich Voloshchuk)である。技師長は、ムィコーラ・フェドスィーヨヴィチ・コチェルハー(Микола Федосійович Кочерга；Kocherga Nikolaj Fedoseevich)である。

## ギャラリー

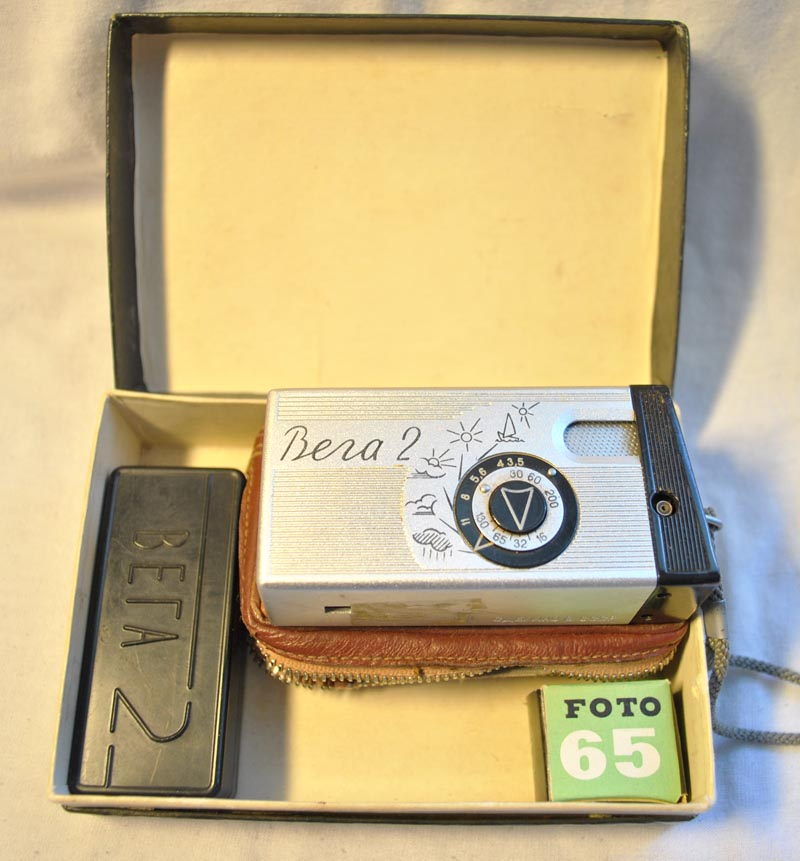
Вега-2。1961年、ソ連時代の16mmカメラキット
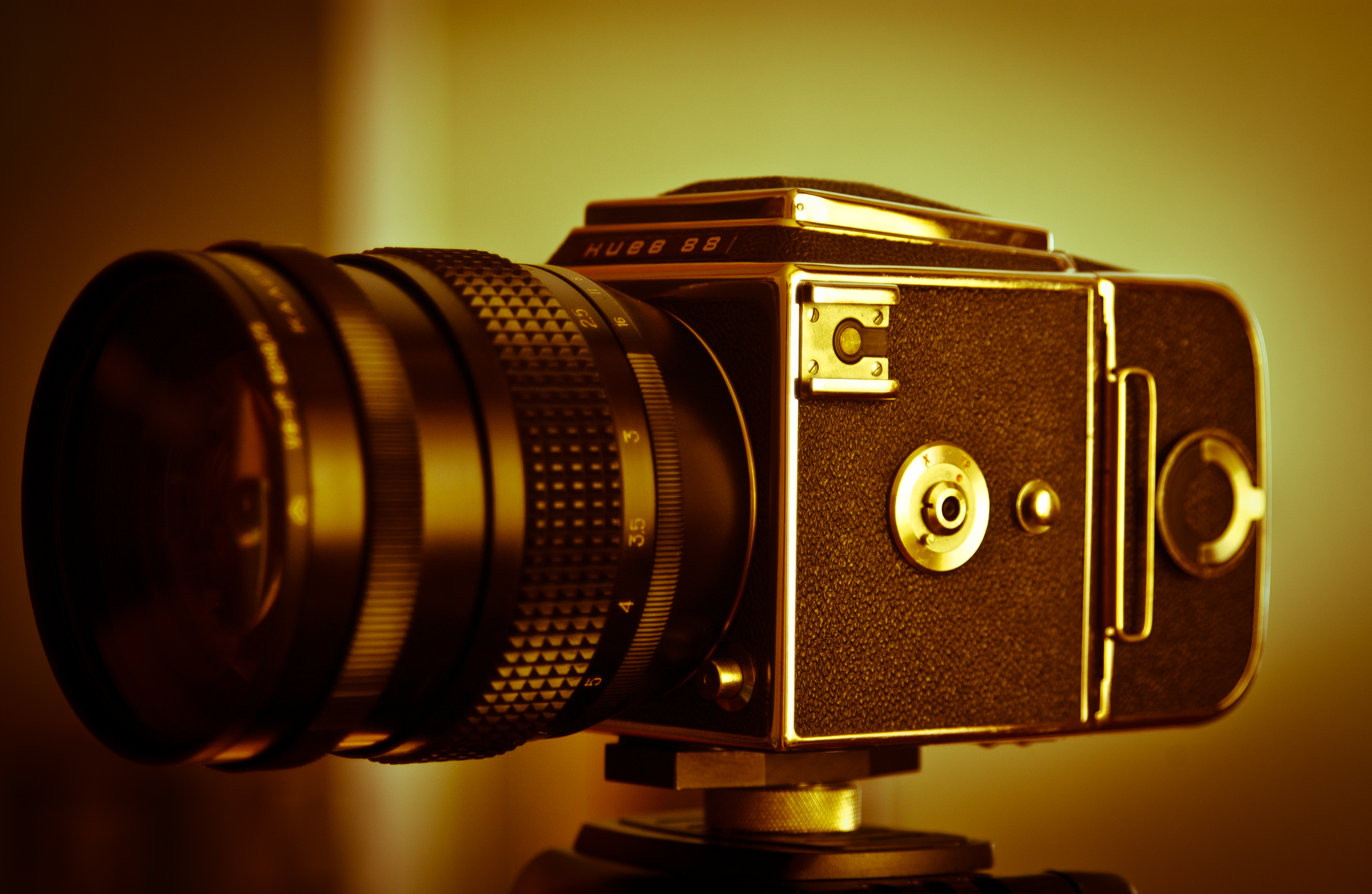
Киев-88 (Kiev 88)。1978年頃発売[4]。
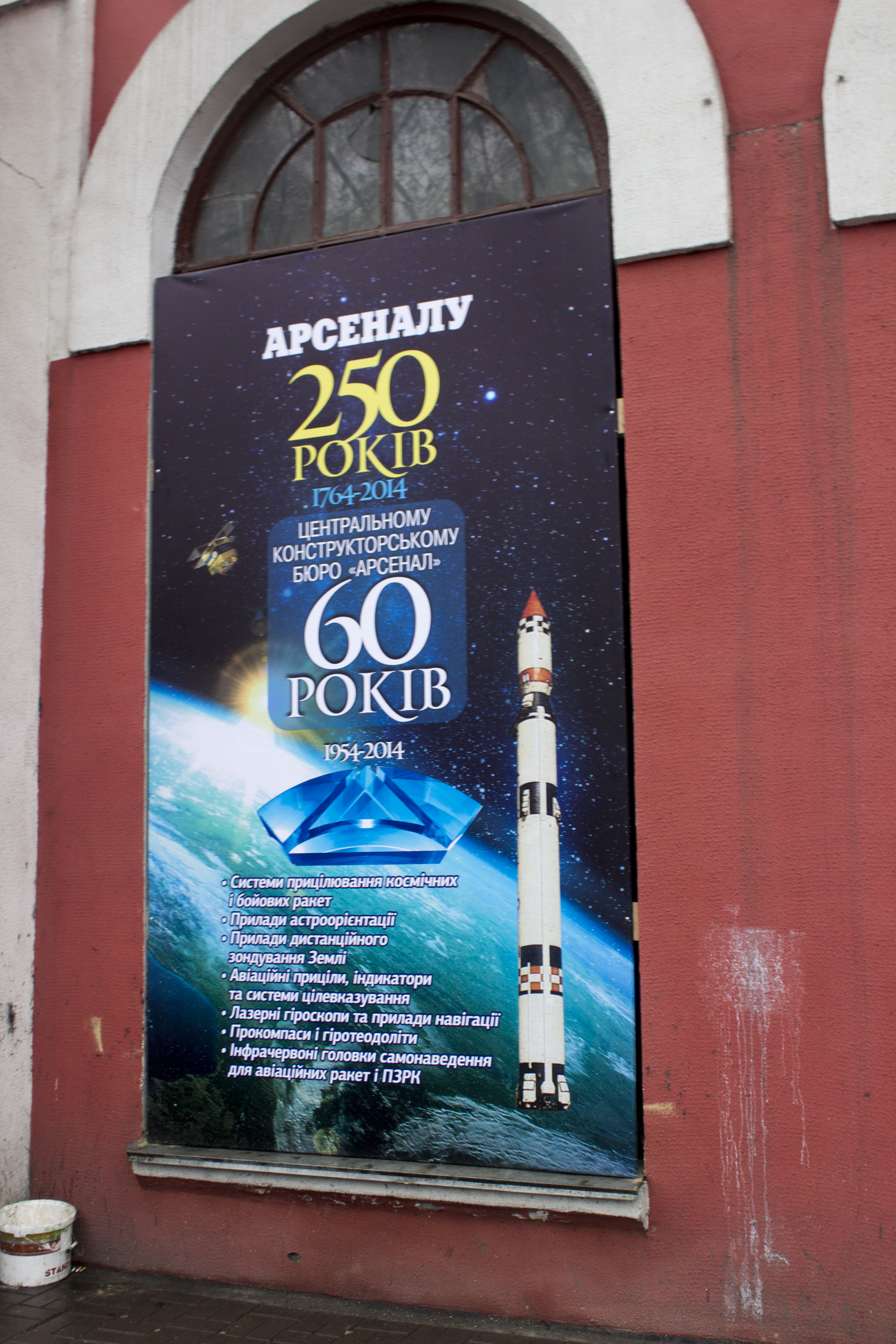
250年記念のポスター
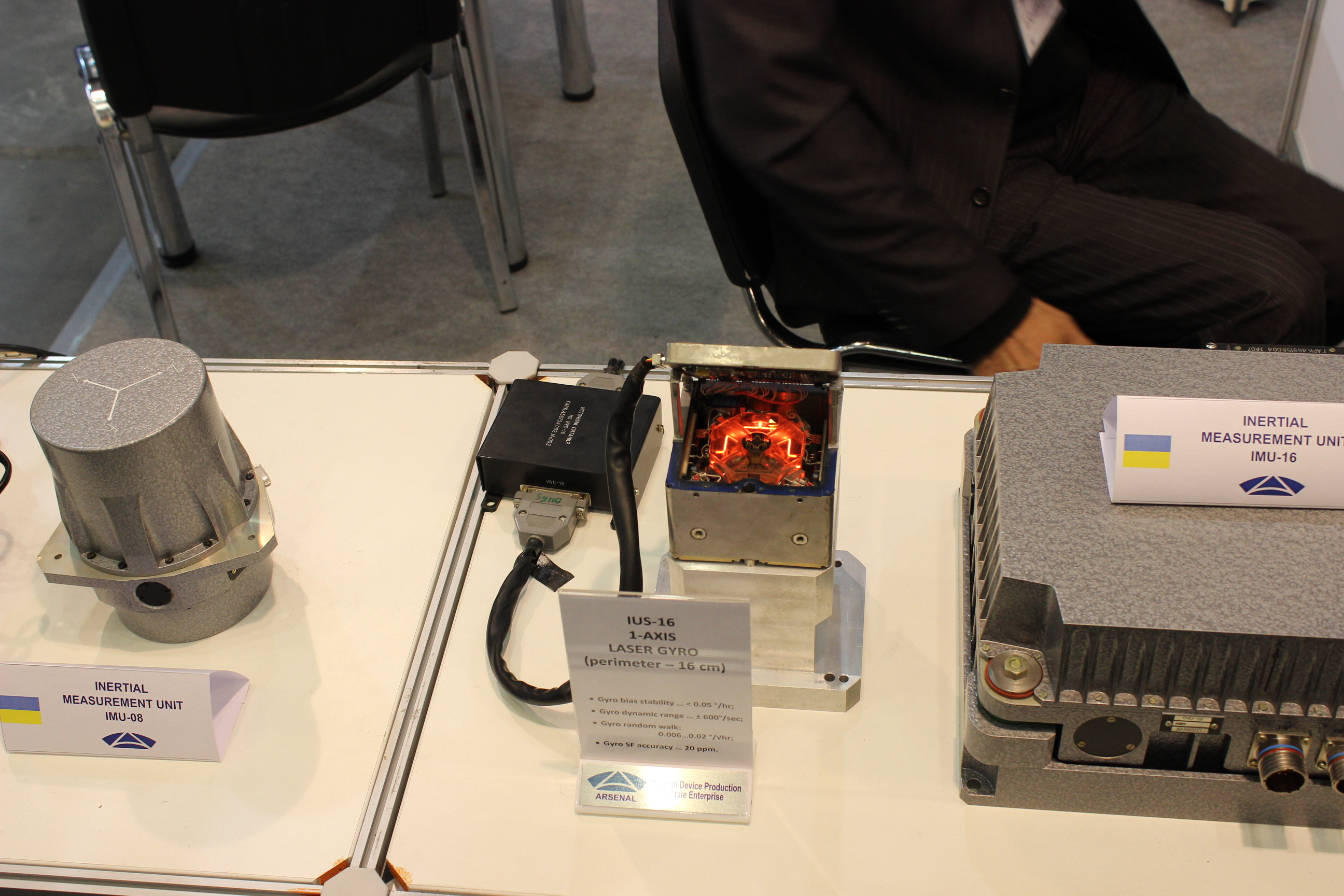
IUS-16。当社のレーザー・ジャイロスコープ（2017年）
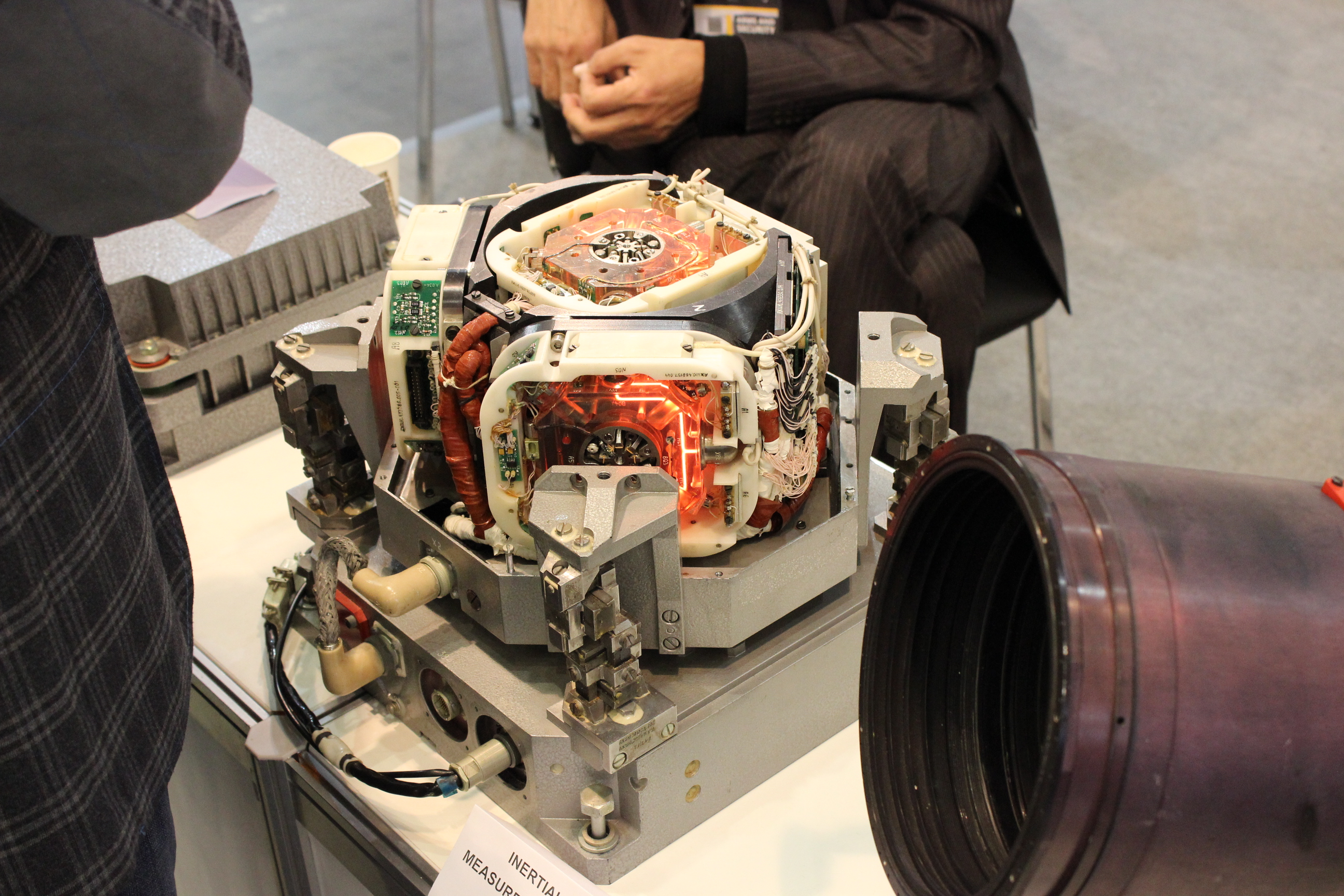
IMU-28。当社の慣性航法用測定ユニット（2017年）

## 当社のカメラについての参考文献
- 『キエフ88マニュアル』八木橋正雄著、1996年刊